# Cantón de Boulogne-sur-Mer-Sur
El cantón de Boulogne-sur-Mer-Sur era una división administrativa francesa, que estaba situada en el departamento de Paso de Calais y la región de Norte-Paso de Calais.

## Composición
El cantón estaba formado por cuatro comunas, más una fracción de la comuna que le daba su nombre:
- Baincthun
- Boulogne-sur-Mer (fracción)
- Echinghen
- La Capelle-lès-Boulogne
- Saint-Martin-Boulogne

## Supresión del cantón de Boulogne-sur-Mer-Sur
En aplicación del Decreto n.º 2014-233 de 24 de febrero de 2014, el cantón de Boulogne-sur-Mer-Sur fue suprimido el 22 de marzo de 2015 y sus 5 comunas pasaron a formar parte; tres del nuevo cantón de Boulogne-sur-Mer-2, una del nuevo cantón de Boulogne-sur-Mer-1 y la fracción de la comuna que le daba su nombre se unió con las demás fracciones para que, por medio de una reestructuración cantonal, fueran creados los nuevos cantones de Boulogne-sur-Mer-1 y Boulogne-sur-Mer-2.